# بیمارستان دانشگاه آقاخان نایروبی
بیمارستان دانشگاه آقاخان نایروبی (به انگلیسی: Aga Khan University Hospital, Nairobi) بیمارستانی خصوصی در شهر نایروبی کنیا است که در ۱۹۵۸ میلادی ساخته شد و دارای ۲۵۴ تخت است.